# قلعه نارنجی (روستا)
قلعه نارنجی، روستایی است از توابع بخش جره و بالاده شهرستان کازرون در استان فارس ایران. دارای آب و هوای گرم در بهار و تابستان و معتدل در پاییز و زمستان است. کشاورزی و دامداری از رونق بالایی برخوردار است و زبان رسمی در روستا گویش لری میباشد.

## جمعیت
براساس آخرین سرشماری مرکز آمار ایران که در سال ۱۳۸۵ صورت گرفته، جمعیت این روستا ۳۵۴ نفر بوده‌است.